# Leelanau megye
Leelanau megye az Amerikai Egyesült Államokban, azon belül Michigan államban található. Megyeszékhelye Suttons Bay Township, legnagyobb városa Suttons Bay. Lakosainak száma 22 301 fő (2020. április 1.). Leelanau megye Schoolcraft, Benzie, Charlevoix, Antrim, Grand Traverse, Delta és Door megyékkel határos.

## Népesség
A megye népességének változása:
| Lakosok száma | 21 679 | 21 641 | 21 620 | 21 747 | 21 981 | 22 301 |
|               | 2010   | 2011   | 2012   | 2013   | 2015   | 2020   |